# Mohamed Boualem Khouni
Mohamed Boualem Khouni. (Beokhalfa Tizi Ouzou, Algèria, 15 de març de 1969) és un ciutadà algerià que pertany al Grup Salafista per a la Predicació i el Combat. És un antic integrant del Grup Islàmic Armat que va ser detingut el 25 de setembre de 2001 a Almeria, a petició del govern belga, acusat de pertinença a una organització terrorista i preparació d'atemptats a Itàlia.
Posteriorment, al maig de 2002 va ser posat el llibertat per l'Audiència Nacional després de ser retirada la petició d'extradició i no trobar-se indicis de delicte a Espanya. Més tard va ser detingut per ordre de la mateixa Audiència a Canals (País Valencià) el novembre de 2004 per pertinença a un grup terrorista i estar en procés de preparació d'atemptats a Espanya, essent discutida la seva participació en els que es van cometre a Madrid el 2004.